# Доктор (Доктор Кой)
Доктор (на английски: The Doctor) е главният герой в научнофантастичния телевизионен сериал на BBC Доктор Кой.
Ролята на Доктора е изиграна от тринадесет различни актьори. Изменения във външностния облик и характера на героя са част от различните способности на неговата раса – господар на времето – регенерира се с приближаването си към смъртта. Британският вестник „Дейли Телеграф“ нарича Доктора „най-известният сред хората пришълец на Обединеното кралство“.